# Luís Giffoni
Luís Ângelo da Silva Giffoni (Baependi,17 de outubro de 1949) é um escritor mineiro. Graduou-se em engenharia civil pela UFMG (Universidade Federal de Minas Gerais) em 1974. Também cursou astronomia na mesma universidade e literatura norte-americana no ICBEU-BH – Instituto Cultural Brasil-Estados Unidos.

## Biografia
Tem 21 livros publicados, entre romances, contos, crônicas, ensaios e novelas juvenis. Essas obras receberam diversas premiações, além de estudos, traduções e adaptações no Brasil e no exterior.
Sua peça In Memorian foi encenada pelo Oficinão do Grupo Galpão, em 2004, e a premiada peça Os Pássaros são Eternos foi encenada no México.
Ocupa a cadeira nº 33 da Academia Mineira de Letras e apresenta o programa Clube do Livro BH da Rádio CBN Belo Horizonte.

## Premiações
Recebeu, entre outras, premiações da APCA - Associação Paulista de Críticos de Arte (1999), Prêmio Jabuti de Romance Literário (2002), Bienal Nestlé de Literatura Brasileira (1988), Prêmio Minas de Cultura – Prêmio Henriqueta Lisboa (1988), Prêmio Nacional de Romance Cidade de Belo Horizonte (1994), Prêmio Nacional de Contos Cidade de Belo Horizonte (1995), Melhor Livro do Júri Infantil da FNLIJ – Fundação Nacional do Livro Infantil e Juvenil (1990).

## Obras selecionadas
- A Jaula Inquieta, livro de contos, Ed. Scipione, 1988, ISBN 85-262-1413-6.
- Os Pássaros são Eternos, novela juvenil, Ed. Formato, 1989, ISBN 978-85-7208-597-7.
- O Ovo de Ádax, romance, Ed. José Olympio, 1991, ISBN 85-03-00423.
- Tinta de Sangue, romance, Ed. Pulsar, 1998, ISBN 85-900742-1-8.
- A Árvore dos Ossos, romance, Ed. Pulsar, 1999, ISBN 85-900742-2-6.
- Adágio para o Silêncio, romance, Ed. Pulsar, 2000, ISBN 85-900742-3-4.
- A Verdade Tem Olhos Verdes, romance, Ed Pulsar, 2001, ISBN 85-900742-4-2.
- Infinito em Pó, romance, Ed. Pulsar, 2004, ISBN 85-900742-9-3.
- China – O Despertar do Dragão, ensaio, Ed Leitura, 2007, ISBN 97885358764-7.
- Retalhos do Mundo, crônicas de viagem, Ed. Leitura, 2008, ISBN 857358-824-8.
- O Pastor das Sombras, romance, Ed. Pulsar, 2009, 85-98763-04-0.
- O Fascínio do Nada, crônica/ensaio, Ed. Pulsar, 2010, ISBN 978-85-98763-05-7.